# Kalispell
Pour la langue amérindienne, voir kalispel.
La ville de Kalispell est le siège du comté de Flathead, dans l’État du Montana, aux États-Unis. Sa population s’élevait à 19 927 habitants lors du recensement de 2010, estimée à 22 761 habitants en 2016. Il s'agit de la ville la plus proche du Parc national de Glacier.
Le nom de Kalispell provient d’un mot salish qui signifie « terre plate au-dessus du lac ».

## Démographie

### Données générales
Âge moyen des résidents : 37,7 ans (à titre de comparaison, cet âge est de 37,5 ans dans l'État du Montana). Revenu moyen par ménage (foyer) estimé en 2005 à 33 100 $ (en 2000, cet indice était de 28 570 $). Le revenu moyen estimé par ménage reste en deçà de la moyenne de l’État du Montana, qui s'affichait pour 2005 à environ 39 300 $.

### Composition de la population
- Origine européenne (94,4 %)
- Amérindiens (2,1 %)
- Autres (1,7 %)
- Hispaniques (1,5 %)

## Transports
Kalispell est un des principaux centres commerciaux et tertiaires du nord-ouest du Montana. La ville est desservie par l'aéroport international de Glacier Park et par la gare d'Amtrak Empire Builder.

## Galerie photographique

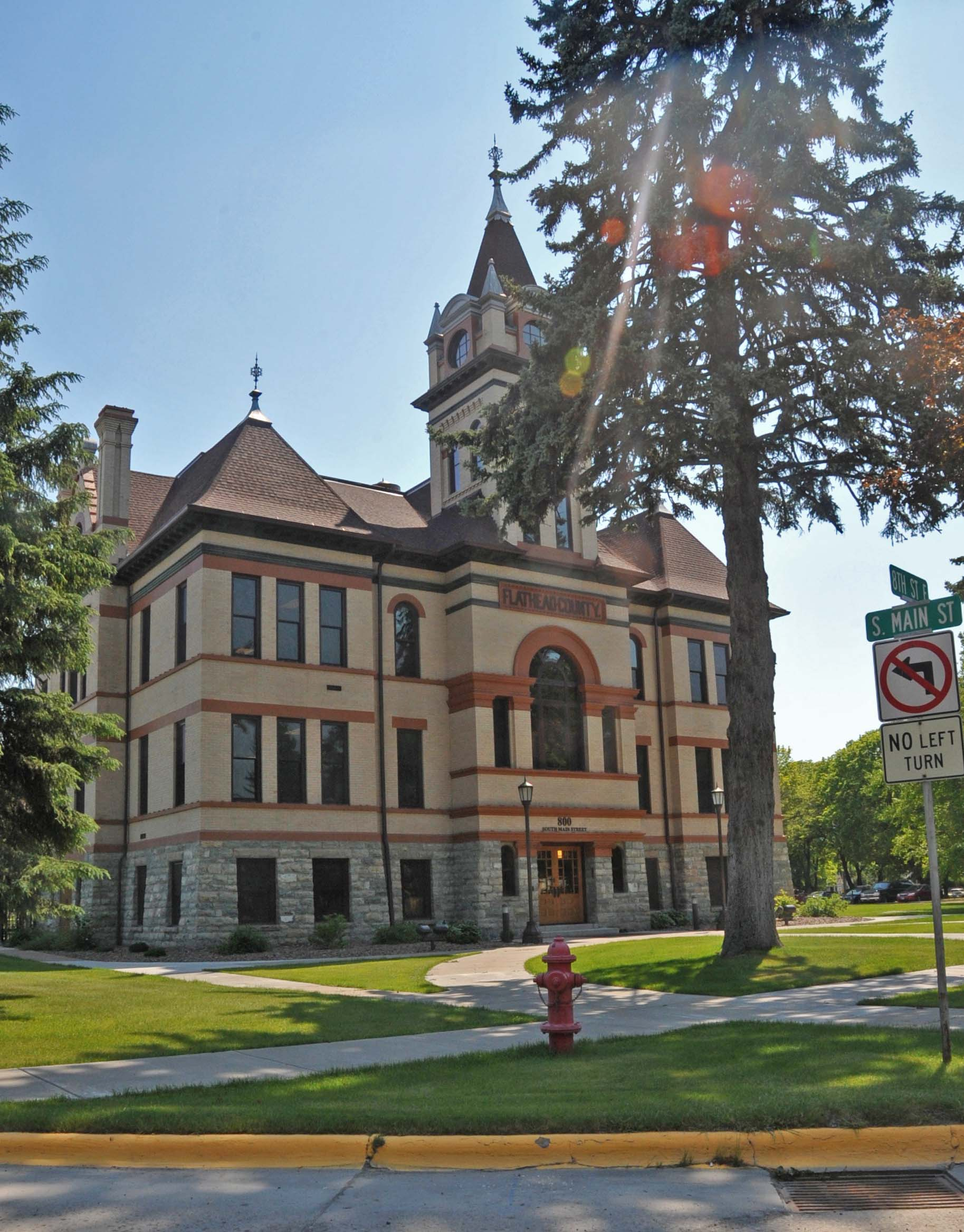
La cour de justice du comté.
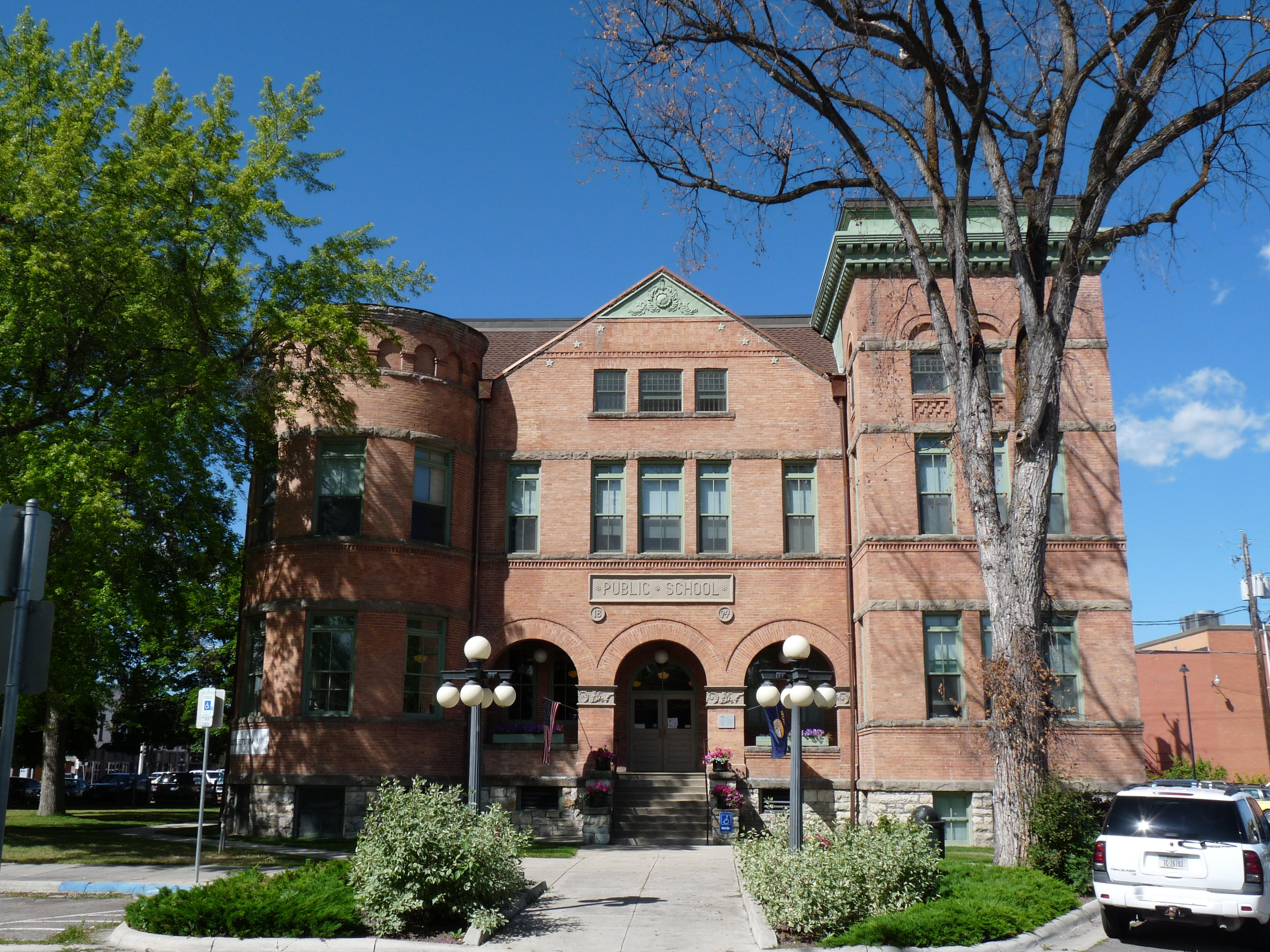
Central School Museum.
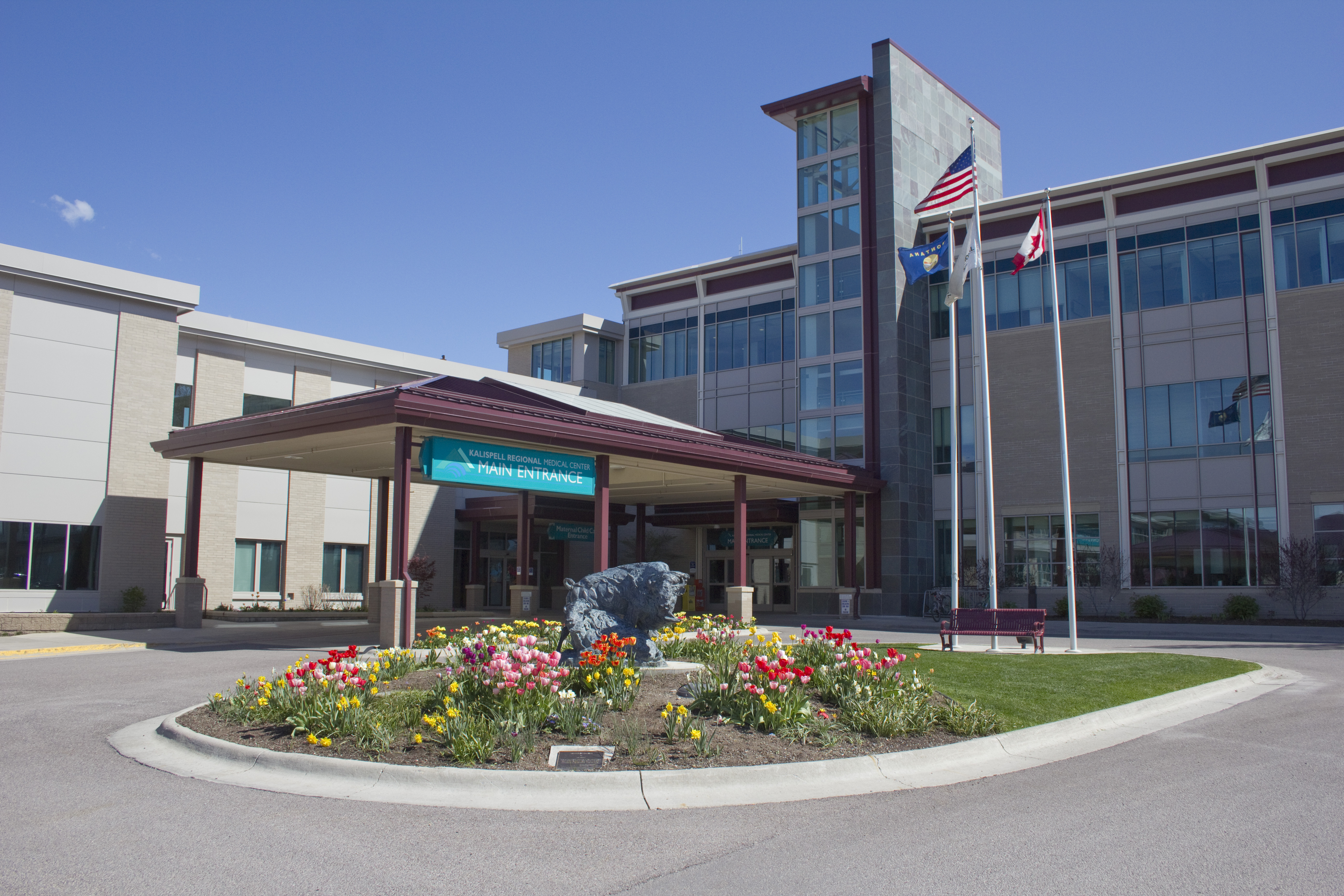
Le centre médical régional.
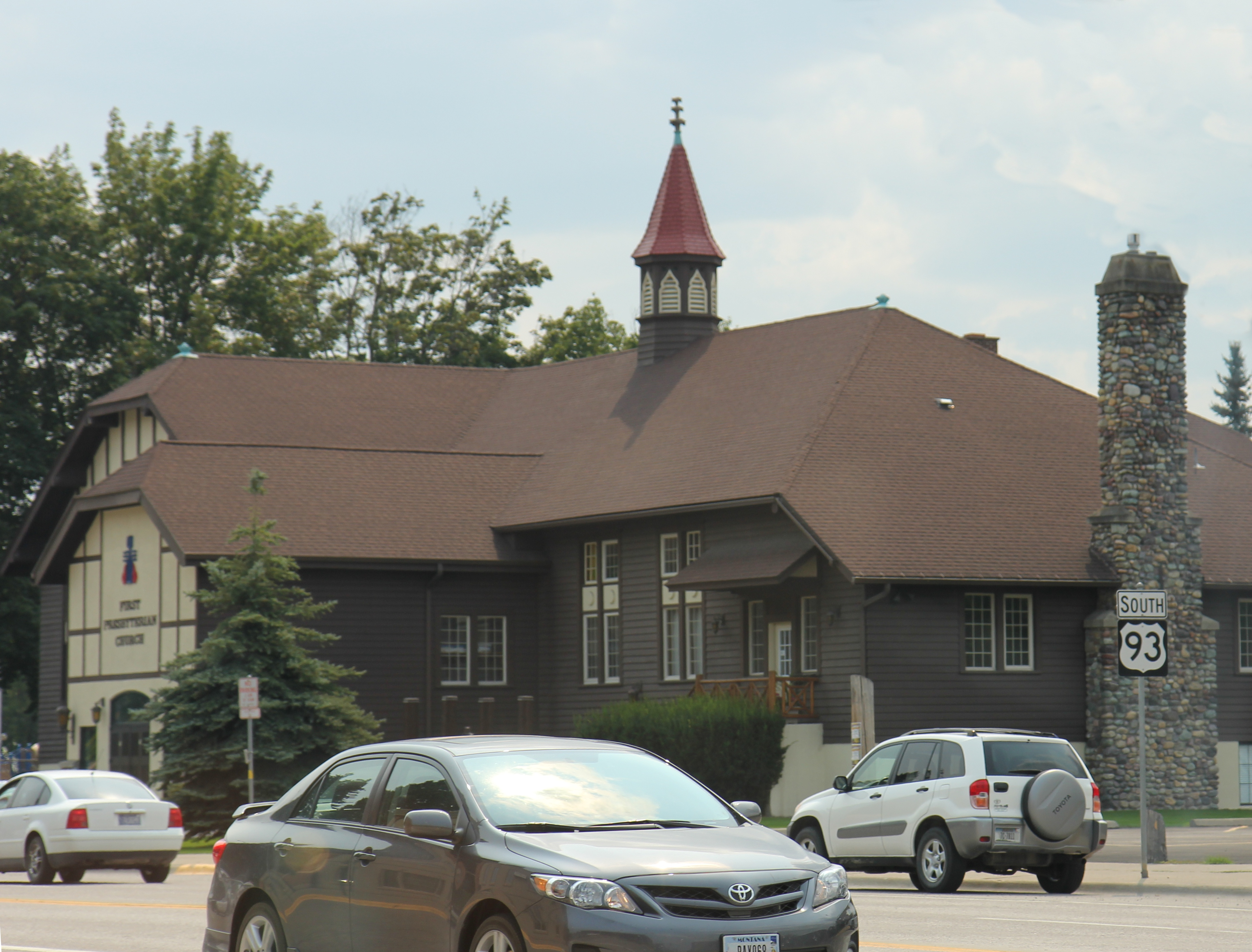
L’église presbytérienne.
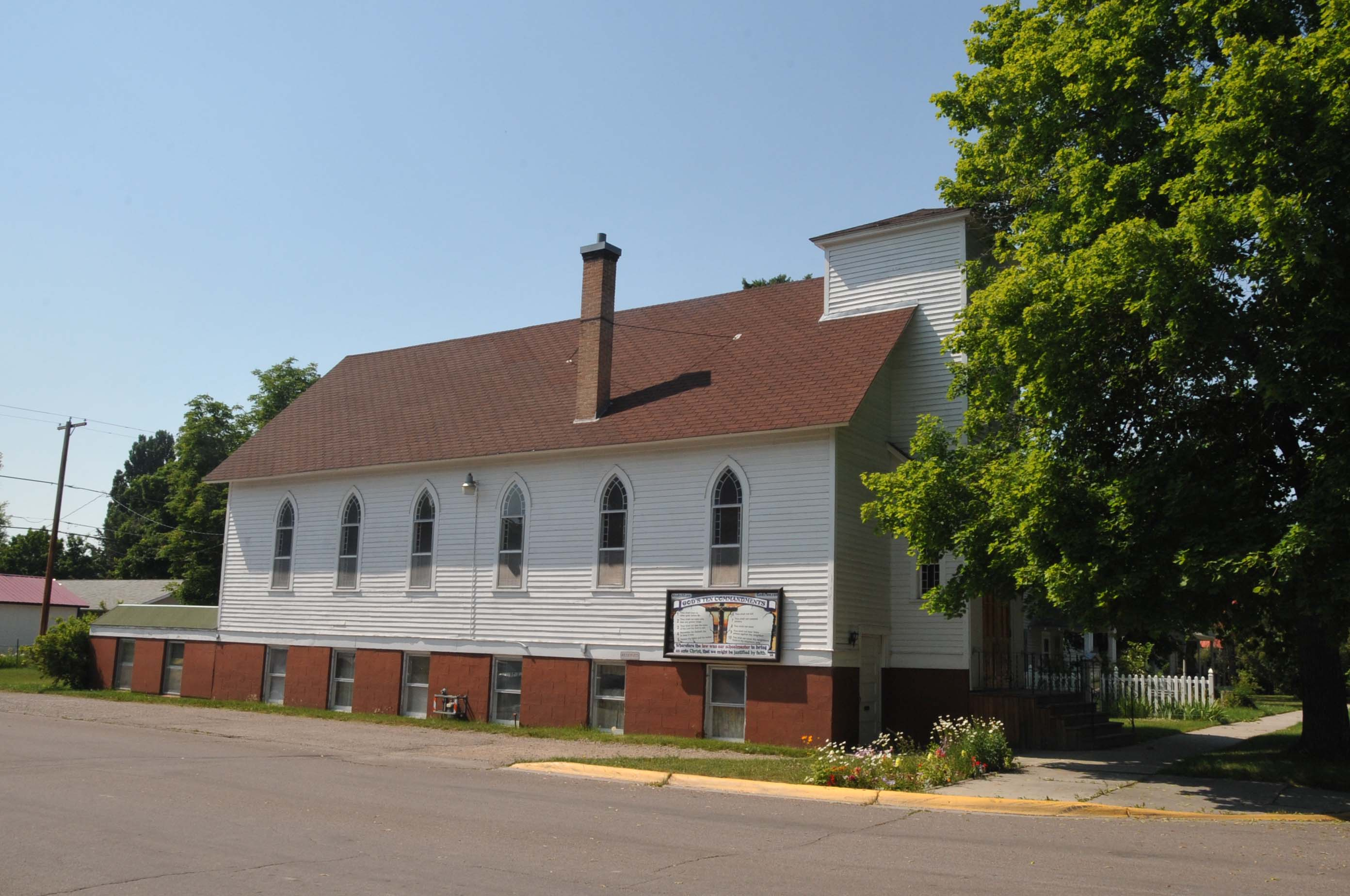
L’église luthérienne norvégienne.